# Julio A. Zárate
Julio A. Zárate fue un político peruano. 
Fue elegido diputado suplente por la provincia de Acomayo en 1907 hasta 1912 durante los gobiernos de José Pardo y Barreda y el primero de Augusto B. Leguía.